# Канделабър
Канделабър (от латински: candēlābrum– „свещник“) и жирандол (от френски: girandole) са стойки за свещи или други осветителни тела, които се разклоняват на няколко рамена, прикрепени към един централен стълб, укрепен върху поставка. По този начин те позволяват да се поставят няколко осветителни елемента едновременно.
Ако се използват свещи, то може да се използва и думата многосвещник, която обаче има силна църковна конотация.
Ако стойката е предназначена само за една свещ, се използва думата свещник.
Обозначението жирандол се използва за настолен свещник с декоративно извити рамена, разпространен от средата на XVIII век.

## В историята на изкуството
Среща се в културата на етруските. Кендалабърът представлявал стойка от дърво или метал (сребро, бронз, желязо) с височина до 1,6 м. Главния ствол бил стабилизиран от крака, често във вид на животински лапи. Към главния ствол била прикрепена розетката на свещник; понякога тя е била подвижна по продължението на ствола. Често канделабърът е увенчан от четири свещника.
По-късно, римляните възприели кандалабъра от етруските.
В древноримско изкуство от края на I в. пр.н.е. до средата на I век сл. н. е., в стенописите и мазилните релефи е известен така нареченият „канделабърски“ стил. Оттук идва и името на орнамента „канделабър“, в който декоративни мотиви, включително гротески, се подреждат по вертикални оси, наподобяващи свещници-канделабри. По-специално, в помпейските стенописи са известни изображения на леки ажурни конструкции, наподобяващи високи метални канделабри, между които са поставени рамкирани картини..
Свещници с няколко рамена от изпечена глина, кован или лят метал, или дърво са познати поне от античността, но по това време са били оборудвани предимно с маслени или лоени лампи. Свещите от пчелен восък били запазени за по-високите съсловия. Канделабрите са често срещан мотив в древноримската стенопис, въпреки че в много случаи те не са изобразявани като свещници, а са просто декоративни.
Във Ватиканските музеи се намира „Ватиканската галерия на канделабрите“ (Galleria dei Candelabri), където се пазят мраморни канделабри – паметници на класическото изкуство.
Вид канделабър с исторически трайно значение е менората – седемраменен свещник на Йерусалимския храм от V век пр.н.е., който се превръща в един от най-важните символи на юдаизма.
Канделабърът от Паракас – геоглиф, намерен на тихоокеанското крайбрежие на Перу, е създаден около 200 г. пр.н.е.
Монументални канделабри са били освещавани в църквите на връх Великден и са били използвани в съботната литургия от X век насам.
Християнското средновековие също използва седемраменен свещник, познат от библейското описание на храмовете. Като големи канделабри, те са били поставени на видно място в интериора на църквата и са могли да бъдат проследени до времето на Каролингите. Най-старият оцелял пример, бронзовият свещник в Есенската катедрала в град Есен, е изработен през около 1000 г.
В римската базилика Сан Паоло фуори ле Мура, от дясната страна на олтара, на амвона, има монументален мраморен великденски канделабър с височина 5,6 метра, уникално произведение на романското изкуство, дело на майсторите Никола де Анджело и Пиетро Васалето (ок. 1170 г.). Подобно на колона, той е изцяло покрит с релефи, разделени на шест нива. В основата на колоната има високорелефни изображения на женски полуфигури и симетрично удвоени (едновременно) миксантропни същества, наподобяващи сфинксове: с тяло на лъв и глави (последователно) на човек и овен. Според някои предположения женската фигура между лъвовете символизира „вавилонската блудница“. По-горе са сцените от христологичния цикъл от Рождество Христово до „Разпятие с двама разбойници“.
Канделабри с две рамена (настолни свещници), изработени от бронз или месинг, се появяват сред светските битови предмети в западната култура от XV век насам. В Новото време за изработването на ежедневни прибори се използва най-често месинг, докато бронзът продължава да се използва за сложно моделирани и по-изискани свещници. През XVII и XVIII век сред буржоазията са по-разпространени серии от единични свещници, отколкото многоръки жирандоли. Но от края на XVIII век канделабърът се превръща в един от най-ценните предмети в празнично подредената трапеза; той е бил по възможност изработен от сребро, а рамената му, декорирани с орнаменти и листови елементи, са стилно разклонени в повече от две посоки. От края на XIX век подобни експонати – само че значително по-евтини – започват да се изготвят за проспериращото градско население от алпака, прилагайки съвременни индустриални техники. Канделабрите с няколко рамена, изработени от порцелан или дори от друг керамичен материал, са по-рядко срещани отколкото тази от метал, към който от късния барок се добавя и калай. В изкуствата и занаятите на Италия, централните стълбове на канделабрите често са били направяни от мрамор.

## Виж също
- Полилей
- Менора